# Сан-Джермано-Кизоне
Сан-Джермано-Кизоне (итал. San Germano Chisone) — коммуна в Италии, располагается в регионе Пьемонт, в провинции Турин.
Население составляет 1842 человека (2008 г.), плотность населения составляет 123 чел./км². Занимает площадь 15 км². Почтовый индекс — 10065. Телефонный код — 0121.
Покровителем коммуны почитается святитель Герман Осерский, празднование 30 сентября.
```
-->
```

## Демография
Динамика населения:

## Администрация коммуны
- Официальный сайт: http://www.comune.sangermanochisone.to.it/

## Известные уроженцы
- Густаво Загребельски (род. 1943) — член Конституционного суда Италии в 1995—2004 годах (в 2004 году — председатель Конституционного суда).